# Damir Dugonjič
Damir Dugonjič, né le 21 février 1988 à Ravne na Koroskem, est un nageur slovène.

## Biographie
Il obtient deux médailles lors des championnats d'Europe en petit bassin 2011, sur 50 et 100 mètres brasse, et le titre européen en grand bassin du 50 mètres brasse lors des championnats d'Europe 2012 disputés à Debrecen.
Il bat le record d'Europe du 50 m lors des Championnats du monde à Barcelone, en demi-finale, le 30 juillet 2013.